# Komárom (stacja kolejowa)
Komárom (węg. Komárom vasútállomás) – stacja kolejowa w Komárom, w komitacie Komárom-Esztergom, na Węgrzech. 
Stacja została otwarta 15 sierpnia 1856, kiedy otwarto 37 km linią z Győr do Újszőny (obecnie Komárom). Stacja została rozbudowana w związku z rozwojem infrastruktury Twierdzy Komárom. 

## Linie kolejowe
- Linia kolejowa 1 Budapest–Hegyeshalom–Rajka
- Linia kolejowa 5 Komárom - Székesfehérvár